# Namalycastis fauveli
Namalycastis fauveli är en ringmaskart som beskrevs av Nageswara Rao 1981. Namalycastis fauveli ingår i släktet Namalycastis och familjen Nereididae. Inga underarter finns listade i Catalogue of Life.